# Scagliozzi
Los scagliozzi (en napolitano, scagliuozzi) son un producto de friggitoria (freiduría) típico de la cocina napolitana, presente también en Foggia, Bari, Mesina y la Toscana.

## Descripción
Se hacen con polenta que normalmente se deja secar unos pocos días después de su preparación para perder algo de agua y poder freírla sin que se derrita en aceite caliente, cortada en pequeños triángulos y salada. Se vende en friggitorie típicas de Nápoles junto a otros productos típicos como las pastacresciute, los sciurilli (flores de calabacín), las rodajas de berenjena fritas rebozadas (parecidas a la tempura japonesa), los pequeños arancini redondos (bolas de arroz) y las crocchè (croquetas) de patata.
Debe señalarse que, a diferencia de otras frituras (como los arancini) de Nápoles, están desapareciendo gradualmente y son más difíciles de encontrar, ciñéndose a unas pocas freidurías típicas.
En Apulia, en la ciudad de Foggia los scagliozzi se venden en las friggitorie; en cambio, en Bari es tradicional encontrar este plato en puestos del casco antiguo, especialmente en días festivos, como la Navidad o las fiestas en honor a San Nicolás.
En Mesina (Sicilia) se compran a los vendedores callejeros. 